# Södertälje tingsrätt
Södertälje tingsrätt är en tingsrätt i Sverige med Södertälje som kansliort. Domkretsen omfattar Nykvarns, Salems och Södertälje kommuner. Tingsrätten med dess domkrets ingår i domkretsen för Svea hovrätt.

## Administrativ historik
Vid tingsrättsreformen 1971 bildades denna tingsrätt i Södertälje av Södertälje rådhusrätt. Domkretsen bildades av staden, delar av Södertörns domsagas tingslag samt delar av Nyköpings domsagas tingslag (Mörkö och Hölö socknar) samt del av Livgedingets domsagas tingslag (Taxinge socken). 1971 omfattade domsagan Södertälje kommun. Vid utbrytningen 1999 av Nykvarns kommun ur Södertälje kommun så kom den kommunen att höra till denna domsaga. 1 april 2007 utökades domsagan med Salems kommun från Huddinge domsaga.. Tingsrätten är inrymd i Södertälje tingshus från 1960-talet, ritad av arkitekten Åke E. Lindqvist, och uppförd av byggmästaren Anders Diös.

## Lagmän
- 1971-1976: Björn Widegren
- 1976-1990: Lennart Wasteson
- 1990-1999: Anders Fröhling
- 1999-2008: Håkan Envall
- 2008-2016: Katarina Wingqvist Ekholm
- 2016-2019: Eva-Lena Norgren
- 2019-: Nina Stubbe